# Sibbhults kyrka
Sibbhults kyrka är en kyrkobyggnad i Sibbhult i Lunds stift. Den är församlingskyrka i Glimåkra-Hjärsås församling.

## Kyrkobyggnaden
Träkyrkan uppfördes sommaren 1942 efter ritningar av slottsarkitekt Knut Nordenskjöld. Den invigdes 24 januari 1943 av biskop Edvard Magnus Rodhe. Kyrkan har en enkel utformning med raka linjer. Ytterväggarna är klädda med träpanel.

## Inventarier
- Altartavla av Gunnar Torhamn. Tavlans motiv är Jesus som bryter brödet inför lärjungarna i Emmaus (Lukas 24:30-31).

### Orgel
Den första orgeln  byggdes samtidigt med kyrkan av Bo Wedrup i Uppsala och hade 6 stämmor med följande disposition:
| Manual         | Pedal   | Koppel  |
| Gedackt 8'     | Bihängd | Man/Ped |
| Salicional 8'  |         |         |
| Principal 4'   |         |         |
| Rörflöjt 4'    |         |         |
| Oktava 2'      |         |         |
| Larigot 1 1/3' |         |         |

#### Kororgel
År 1973 byggdes en kororgel av den danske orgelbyggaren Nels Munck Mogensen i Hovmantorp.
| Manual            | Pedal           | Koppel  |
| Gedagt 8'         | Subbas 16'      | Man/Ped |
| Rørfløjte 4'      | Gedagtfløjte 8' |         |
| Svegel 2'         |                 |         |
| Quint 1 1/3'      |                 |         |
| Sivfløjte 1'      |                 |         |
| Crescendosvällare |                 |         |

År 1991 byggdes den nuvarande  orgeln av A. Mårtenssons orgelfabrik AB i Lund och invigdes söndagen den 1 september. Samma år såldes kororgeln.

### Webbkällor
- Kyrktorget, Hjärsås församling
- Åsbo Släkt- och Folklivsforskare
- Östra Göinge kommun